# Christiane Amanpour
Christiane Amanpour CBE (Londen, 12 januari 1958) is een Brits-Iraanse televisieverslaggever, documentairemaker en presentator.  Zij is chief international anchor van CNN.  Sinds de jaren tachtig doet zij verslag vanuit crisis- en oorlogsgebieden en interviewt zij wereldleiders. Haar werk is vaak bekroond; zij kreeg onder andere negen keer de Emmy Award voor journalistiek en documentaires.  Zij werkt behalve voor CNN ook voor PBS.

## Biografie
Christiane Amanpour werd geboren in Londen als oudste dochter van een Iraanse vader en een Britse moeder. Kort na haar geboorte vestigde het gezin zich in Teheran. Op elfjarige leeftijd ging Amanpour naar een rooms-katholieke kostschool in Engeland.
De familie Amanpour behoorde in Iran tot de economische en politieke elite; na de Iraanse revolutie van 1979 raakten zij al hun bezit en privileges kwijt en vestigden zij zich voorgoed in Engeland. Amanpour heeft wel gezegd dat deze politieke gebeurtenissen haar hebben gemotiveerd om journalist te worden. Zij studeerde journalistiek aan de Universiteit van Rhode Island in de Verenigde Staten. Sinds 1983 werkt ze voor CNN.
Amanpour trouwde in 1998 met James Rubin, die toen officiële woordvoerder was van de Amerikaanse minister van Buitenlandse Zaken Madeleine Albright.

## Werk
Na haar afstuderen werkte Amanpour  voor regionale televisie- en radiozenders in Rhode Island, in eerste instantie achter de schermen maar vrij snel ook als verslaggever. In september 1983 werd ze aangenomen als assistent bij het toen nog jonge CNN. Voor een rapportage over Iran in 1985 kreeg ze haar eerste prijs, de DuPont Award. In 1989 werd ze overgeplaatst naar het CNN-kantoor in Frankfurt. Ze maakte snel naam met haar verslaggeving van de val van communistische regimes in Oost-Europa en van de oorlog in Joegoslavië. Haar rapportages uit Bosnië, vooral die vanuit het belegerde Sarajevo, kregen veel lof maar leidden ook tot het verwijt dat Amanpour niet onpartijdig was en positie koos tegen de Serviërs. Zelf heeft ze daarover gezegd dat er situaties zijn waarin neutraliteit gelijkstaat aan medeplichtigheid.
Amanpour rapporteerde verder voor CNN over de Eerste Golfoorlog en over conflicten en oorlogen in onder andere Haïti, Rwanda, Somalië en Afghanistan. Ook maakte ze voor CNN een aantal documentaires en leverde ze tussen 1996 en 2005 incidenteel bijdragen aan het CBS-actualiteitenprogramma 60 Minutes.
In 2010 stapte Amanpour over van CNN naar ABC News waar ze de anchor werd van het programma This Week.  Al een jaar later keerde ze terug naar CNN; bij ABC News is ze nog steeds correspondent voor ‘global affairs’.

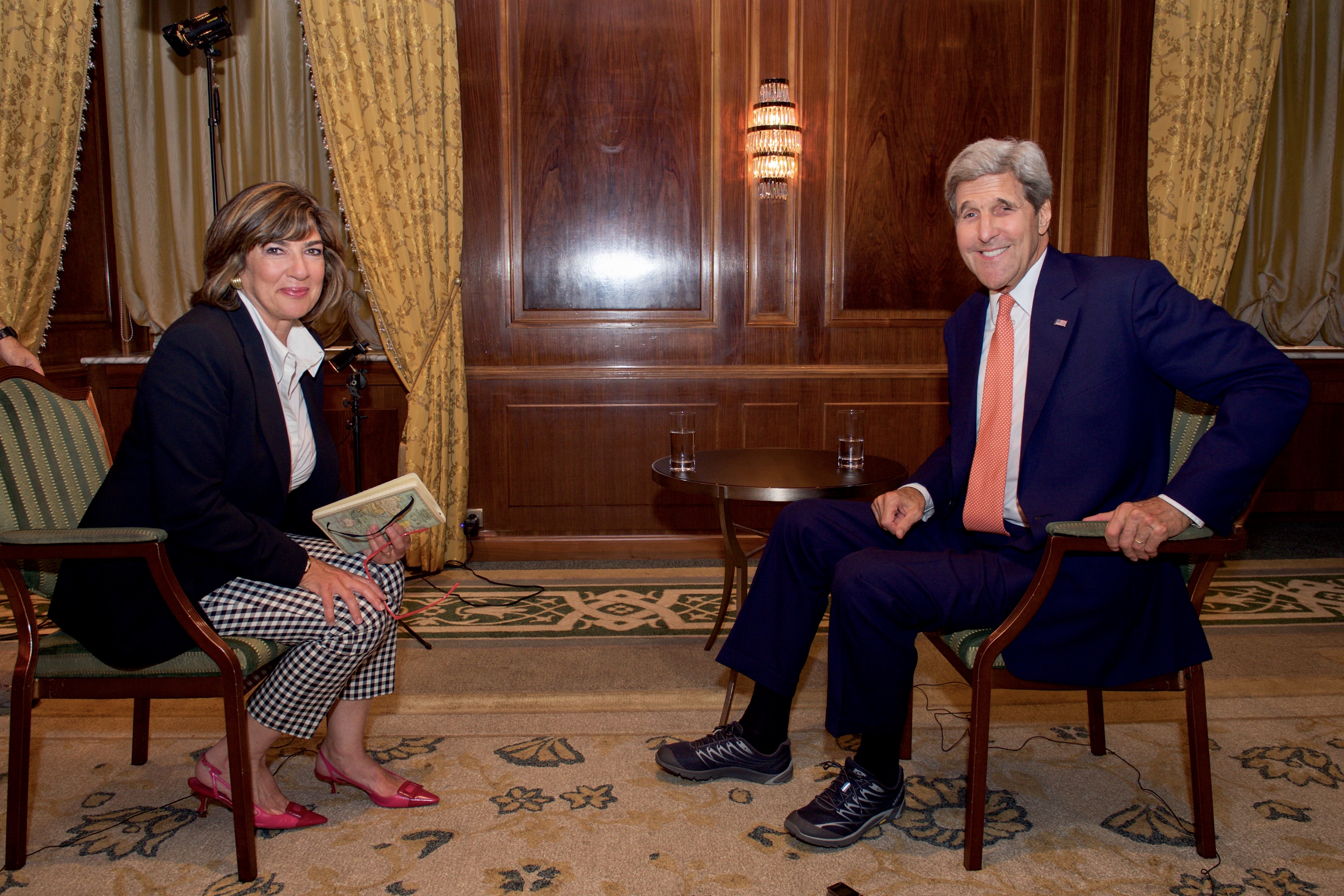
Interview met de Amerikaanse minister van Buitenlandse Zaken John Kerry

In de loop der jaren heeft Amanpour talloze prominente politici geïnterviewd, onder wie Tony Blair, Pervez Musharraf, Hamid Karzai, Hosni Mubarak en Hassan Rouhani. Voor haar interview met Moammar al-Qadhafi tijdens de Arabische Lente kreeg zij een Emmy. Ze heeft bij CNN een eigen dagelijks interviewprogramma met de naam Amanpour.

## Prijzen en onderscheidingen
In totaal kreeg Amanpour negen keer een Emmy voor journalistiek en documentaires - naast vele andere (internationale) prijzen. Zij ontving negen eredoctoraten voor haar journalistieke werk. In 2007 werd ze benoemd tot Commander of the Order of the British Empire (CBE).

## Trivia
- Amanpour was in 2014 de journalist die door regeringsleiders het meest gevolgd wordt op Twitter.[5]
- Zij is ereburger van Sarajevo.[3]
- Amanpour heeft een bijrol als televisie presentator in de Marvel Cinematic Universe film Iron Man 2 uit 2010.